# Maurice Van Moppès
Maurice Van Moppès (1904-1957) est un dessinateur, écrivain et illustrateur français. 
D'un père antiquaire, il étudie à l’École du Louvre dont il obtient le diplôme après avoir réalisé une thèse sur un peintre italien du XVe siècle.
Caporal-infirmier pendant la guerre, il part rejoindre de Gaulle à Londres. Maurice Van Moppès intervenait également dans l'émission Les Français parlent aux Français à la BBC sur des sujets d'actualité. Il fait aussi des versions détournées sur Radio Londres de chants connus.

### Période de la guerre
- Sous les initiales MVP, Maurice Van Moppès a rédigé, entre 1940 et 1943, un recueil de parodies de 25 chansons raillant l'occupation allemande et la collaboration. Ce livret intitulé Chansons de la BBC, publié en 1944, porte en quatrième de couverture l'inscription suivante : « Les Chansons que vous avez entendues à la radio (de Londres) vous sont apportées par vos amis de la R.A.F. » (en effet ces livrets étaient parachutés par paquets par les avions de la Royal Air Force).

- Londres en guerre, vu par Maurice Van Moppès, publié en 1944, ouvrage en feuillets qui comporte de nombreuses illustrations en noir et blanc.

### Après 1945
- On lui doit aussi une édition illustrée de Candide (Paris : Rombaldi, 1952) et l'illustration des deux volumes des Caractères de La Bruyère aux Éditions Littéraires de France en 1946.
- Images de Paris, en 1950

## Illustrations
- Illustrations de Le Diable en ménage de Jacques Dyssord, en 1939.
- Illustrations de La Conversion d'Alceste de Courteline, en 1943.
- Illustrations de Ici Londres, Pierre Dac vous parle, en 1945 : recueil des textes dits par l'auteur à Radio Londres, suivis d'articles parus dans le journal France et de poèmes écrits en prison.
- Illustration et paroles dans Nous verrons murir les épis, recueil de chants, musique Paul Arma, en 1945.
- Illustration de Candide ou l'Optimisme de Voltaire, en 1952.
- Illustrations du Précis des nouveaux usages de Marc de Saligny, en 1952.
- Louise de VILMORIN. Paris, Parisiens, Parisiennes. 10 lithographies originales de Maurice Van Moppès. Edition originales de ces poèmes accompagnant les 10 lithographies en couleurs, pleine page de Maurice Van Moppès.

Paris * Aux dépens de l'auteur * 1955 * Broché, en feuilles de 40 pages, étui et chemise. Tirage à 110 exemplaires.

## Parmi ses dessins
- Dimanche sur le Rhin, vers 1940, dessin à la mine de plomb et gouache sur vélin.
- Scène de rue ; Carrefour, vers 1940, dessins, plume et encre de Chine sur vélin.
- Les Trois Amis, 1941, dessin, plume et encre de Chine sur vélin, titré, daté « Londres 1941 ».
- Le Salut devant le Café Vert, 1941, dessin, plume et encre de Chine sur vélin, signé et daté « Londres 1941 »[5].
- Maurice Van Moppès - Self portrait[6].

## Coauteur d'une chanson historique
Maurice Van Moppès a écrit avec Francis Chagrin à Londres le chant de l'émission Les Français parlent aux Français : la partition de cette chanson était quelquefois envoyées par les avions de la Royal Air Force sur le territoire français.

## Objets décorés
- Boîte Le Marché aux puces, article de collection[9].